# U-57号潜艇 (1938年)
U-57号（德語：U 57）是纳粹德国战争海军建造的八艘II-C型近岸潜艇（或称U艇）之一。它由基尔的德意志造船厂承建，于1938年9月3日下水，至同年12月29日交付使用。第二次世界大战期间，该艇曾执行过十一次巡逻作战，共计击沉12艘、全损1艘同盟国或中立国舰船，累积总吨位为66,484吨。1945年4月30日，U-57号在基尔退役，至同年5月3日自沉，残骸其后被打捞上岸拆解报废。

## 设计
II级潜艇是从一战中德意志帝国海军的UB级和UF级近岸潜艇发展而来。其外观尺寸小，造价便宜且易于生产，在很短时间内便能造好。这款艇具在设计上吸收了为芬兰海军定制的欧洲水鼬号的优点，是非常出色的训练艇。但由于它们体积较小，在海面上容易剧烈颠簸，因此也被德国人戏称为“独木舟”（Einbaum）。尽管如此，一些II级艇在训练任务与战斗行动中表现相当出色，许多II级艇的衍生型号也相继被建造出来。
U-57号是一款用于近岸水域作战的II-C型单壳体潜艇，它与前型很容易从外形上识别出来，因其司令塔的正面平滑且设置了第二部潜望镜，而不像II-A和II-B型那样呈梯状。为了进一步扩大续航力，该型艇的耐压壳在II-B型的基础上延长了1.4米，从而使全长达到43.9米。增加的部分用作在艇舯部插入两个额外的隔间，以容纳改进的无线电设施，并使燃料舱搭载量达到大约23吨。艇只的舷宽4.08米、高8.4米，并有3.82米的吃水深度，水上和水下排水量则分别增加至291吨和341吨。II-C型艇采用两台曼海姆发动机厂（MWM）生产的六缸四冲程350匹公制馬力（260千瓦特）柴油机用于水面运行，以及两台各配备36个AFA蓄电池组的205匹公制馬力（150千瓦特）西门子-舒克特（SSW）电动发电机用于水下航行；水面最高航速12節（22每小時），水下7節（13每小時）；能够在水面以8節（15每小時）航速续航3,800海里（7,000），或以4節（7.4每小時）连续在水下航行42海里（78）而无需充电。它具备双轴和两副直径为0.85米的螺旋桨，具备在80－150米的深度运行的能力，紧急下潜需时30秒。
武器装备方面，U-57号在艇艏内置有三具管径为533毫米的鱼雷发射管，呈倒三角形布置，其中左舷一具、右舷一具、底部的中线上还有一具；它们合共配备5枚G7型鱼雷，或可携带最多12枚TMA水雷。此外，该艇还搭载有一门20毫米30式高射炮作为甲板炮。其标准船员编制为3名军官及22名水兵。

## 历史
1937年6月17日，海军造舰局正式将八艘II-C型潜艇（U-56至U-63号）的建造合同发包予基尔的德意志造船厂。其中U-57号于1937年9月14日开始铺设龙骨，1938年9月3日下水，至同年12月29日在首度担任艇长的海军中尉克劳斯·科尔特的指挥下交付使用。完成海试后，该艇成为驻基尔的埃姆斯曼潜艇区舰队的一份子，先后担任培训艇和前线艇直至1939年12月31日。当U艇编制于1940年1月1日重组时，它又加入了同驻基尔的第1潜艇区舰队担任前线艇。1940年9月3日，U-57号在布伦斯比特尔与挪威轮船罗纳号（Rona）意外相撞并沉没，造成艇内6名船员罹难。在接下来的几天里，该艇被打捞上岸，于9月16日宣告退役。经过返厂修复和重新调试后，它于1941年1月11日重新入役，加入驻戈滕哈芬的第22潜艇区舰队担任教学艇。自1944年7月1日起，它以同一身份换编至驻皮劳的第19潜艇区舰队。随着苏联红军于1945年初发动东普鲁士攻势下，德国人被迫放弃皮劳基地，该艇遂跟随区舰队自1945年2月起移驻基尔，直至同年4月30日退役。第二次世界大战期间，U-57号完成了十一次巡逻，共计击沉12艘、全损1艘以及击伤2艘同盟国或中立国舰船，累积总吨位为76,887吨。

### 作战巡逻
U-57号的前九次巡逻都是在科尔特的指挥下进行的，作战范围涵盖波罗的海、北海北部和苏格兰沿岸。它的首个战功是在1939年11月17日的第四次巡逻期间取得，当时无护航且中立的立陶宛货船考纳斯号（1,566总吨）在诺德辛德灯船西北偏西约6.5海里（12.0）处被科尔特发射的一枚鱼雷击中船舯部，并于七分钟后沉没。由于看不到国籍标识，这艘船在没有任何警告的情况下遭到袭击，共造成1人死亡，幸存者乘坐两艘救生艇弃船逃生。两天后，同样无护航的英国货船斯坦布鲁克号（Stanbrook，1,383总吨）也在诺德辛德灯船西北偏西方向被U-57号发射的一枚鱼雷击中左舷船艉，断成两截并迅速沉没，船上20名船员全数遇难。
1940年1月16日，U-57号从基尔启程，前往北海执行第六次巡逻。至1月20日20:26，该艇在彼得黑德西北30海里（56）处发现了一个由五艘轮船和一艘护航舰组成的船队，并试图攻击领头的船只，但距离太近，所以他们向第二艘船发射了一枚带有磁性引信的鱼雷。爆炸折断了挪威煤船米兰达号（Miranda，1,328总吨）的龙骨，使其在五分钟内沉没，共造成14名船员罹难，仅3人幸存。一天后，U-57号在克罗默蒂湾附近编号为AN-1759的海军网格内敷设了九枚水雷，造成1艘辅助军舰触雷沉没。受害者是注册吨位为8,240吨、被英国皇家海军征用作支援舰的达勒姆城堡号，它于1月26日在烈风和严寒的情况下在克罗默蒂湾以东约3海里（5.6）处触雷沉没。
在1940年2月8日至25日的第七次巡逻期间，U-57号连同U-14、U-22、U-23、U-61和U-63号一起参加了诺德马克行动。2月18日至20日，这些U艇被部署在设得兰群岛和奥克尼群岛的英国基地外进行侦察，为德国战列舰沙恩霍斯特号和格奈森瑙号、重巡洋舰希佩尔将军号以及三艘驱逐舰对挪威至英国之间的护航船队发动的突袭提供支援，但一无所获。尽管如此，U-57号还是设法自行取得了战功：2月14日01:35，HX-18号护航队的一艘掉队的英国油轮格里塔菲尔德号（Gretafield，10,191总吨）在诺斯角东南被科尔特发射的一枚鱼雷击中舰艉后起火燃烧。10名船员和1名炮手因此丧生，船长和其余29名幸存船员则被英国武装拖网船救起。燃烧的格里塔菲尔德号漂流到邓比斯靠岸，于3月19日断成两截，宣布为全损。一周后，即2月21日18:09，无护航的英国货轮洛赫马迪号（Loch Maddy，4,996总吨）作为HX-19号护航队的掉队者，又被U-57号的一枚鱼雷击中右舷舯部轮机舱，并被遗弃在科平赛岛东南偏南约20海里（37）处，延至次日才由U-23号完成致命一击。
1940年4月4日下午15:12，科尔特率U-57号从威廉港启航执行第九次巡逻，参与德国入侵丹麦和挪威的威悉演习行动。它与U-13、U-19、U-58和U-59号共同组成第6潜艇集群，作战区域位于彭特兰湾附近海域。自4月11日起，该艇又转往奥克尼群岛周边巡逻，并在挪威的卑尔根进行维修和补给，至5月7日经威廉港和威廉皇帝运河返抵基尔。在这次为期三十三天、水面行程3,200海里（5,900）、水下行程579海里（1,072）的行动中，U-57号未能取得任何战功。
二战王牌艇长、当时初出茅庐的海军中尉埃里希·托普于1940年6月5日接过U-57号的指挥权，他指挥了该艇的最后两次巡逻。其首个任务是率艇于7月11日离开基尔，穿过威廉皇帝运河，在布伦斯比特尔接受护航，并在卑尔根补充燃料和补给后，驶入北大西洋。经过二十七天、水面行程3,810海里（7,060）、水下行程271海里（502）的航行后，U-57号于8月7日抵达德占法国的洛里昂潜艇基地。在这次行动中，托普曾于7月15日在卑尔根附近的科尔斯峡湾入口处遭英国潜艇四分主号发射的三枚鱼雷袭击，但无一命中。随后，他在沿途共击沉3艘商船。第一艘是无护航且中立的瑞典货船O·A·布罗丁号（O.A. Brodin，1,960总吨），它于7月17日凌晨04:10在奥克尼群岛的瑙普角西北约15海里（28）处被U-57号的一枚鱼雷击中左舷船舯，45分钟后垂直下沉，共造成3人死亡。当天夜里22:22，该艇又在愤怒角西北约8海里（15）处发射鱼雷击沉了HX-55A号护航船队中的英国货轮曼尼普尔号（Manipur，8,652总吨），导致14人丧生、64人获救。至8月3日上午08:10，另一艘容积总吨为2,161吨的瑞典货船阿托斯号（Atos，1,960总吨）则在马林角以北约35海里（65）处被托普发射的鱼雷击中轮机舱，进而引爆锅炉，于三分钟内沉没，造成1人罹难、27人获救。
1940年8月14日，U-57号在托普的指挥下离开洛里昂，前往北大西洋执行最后一次巡逻。经过为期二十天、水面行程2,300海里（4,300）、水下行程110海里（200）的航行后，该艇于9月3日抵达布伦斯比特尔，沿途共击沉3艘、击伤1艘英国商船。8月24日凌晨00:42，托普在马林角东北约25海里（46）处对OB-202号护航船队发动袭击，击沉了圣邓斯坦号（Saint Dunstan，5,681总吨）和坎伯兰号（Cumberland，10,939总吨），并击伤了哈维达尔号（Havildar，5,407总吨）。翌日上午，正在为HX-65B号船队提供护航的英国驱逐舰韦斯科特号以潜艇探索器找到了U-57号，遂对其实施了两次深水炸弹攻击，但都未能取得命中。德国潜艇其后浮出水面并追击船队，至晚上19:48向注册吨位为7,468总吨的油轮海扇号（Pecten）发射了两枚鱼雷——后者由于发动机故障而在托里岛以北75海里（139）处、即离HX-65B船队不到1海里的地方掉队。油轮的右舷轮机舱和船桥后方被击中，消失在烟雾中，船尾于90秒内沉没。随后，U-57号遭到韦斯科特号和英国护卫舰唐菖蒲号的深水炸弹攻击，在一度失去联系后仍毫发无损地逃脱了。

### 结局
1940年9月3日，即抵达布伦斯比特尔的同一天，U-57号在威廉皇帝运河的船闸处被挪威轮船罗纳号意外撞沉，沉没地点大致位于53°53′N 09°09′E / 53.883°N 9.150°E处。当时离开船闸的罗纳号被强大的浪潮卷起，将轮船推向潜艇并发生碰撞，U-57号躲避不及。托普见大难临头，立即命令船员弃艇。在9月9日对该艇进行的检查中发现，仍有两人被困在舱口内，其余四人也无法逃出。U-57号在完成修复后仅可作为训练艇使用。至5月3日，该舰根据长期生效的“彩虹命令”而在基尔自行凿沉，尽管该命令在一天后便由海军元帅卡尔·邓尼茨撤销。沉没地点大致位于54°21′N 10°08′E / 54.350°N 10.133°E处。艇只残骸战后被打捞上岸并拆解报废。

## 袭击历史摘要
| 日期           | 船名           | 船籍         | 吨位   | 结局         |
| -------------- | -------------- | ------------ | ------ | ------------ |
| 1939年11月17日 | 考纳斯号       | 立陶宛       | 1,566  | 击沉         |
| 1939年11月19日 | 斯坦布鲁克号   | 英国         | 1,383  | 击沉         |
| 1939年12月13日 | 米纳号         | 爱沙尼亚     | 1,173  | 击沉         |
| 1940年1月20日  | 米兰达号       | 挪威         | 1,328  | 击沉         |
| 1940年1月26日  | 达勒姆城堡号   | 英國皇家海軍 | 8,240  | 击沉（触雷） |
| 1940年2月14日  | 格里塔菲尔德号 | 英国         | 10,191 | 全损         |
| 1940年2月21日  | 洛赫马迪号     | 英国         | 4,996  | 击伤         |
| 1940年3月25日  | 达吉斯坦号     | 英国         | 5,742  | 击沉         |
| 1940年7月17日  | O·A·布罗丁号   | 瑞典         | 1,960  | 击沉         |
| 1940年7月17日  | 曼尼普尔号     | 英国         | 8,652  | 击沉         |
| 1940年8月3日   | 阿托斯号       | 瑞典         | 2,161  | 击沉         |
| 1940年8月24日  | 哈维达尔号     | 英国         | 5,407  | 击伤         |
| 1940年8月24日  | 圣邓斯坦号     | 英国         | 5,681  | 击沉         |
| 1940年8月24日  | 坎伯兰号       | 英国         | 10,939 | 击沉         |
| 1940年8月25日  | 海扇号         | 英国         | 7,468  | 击沉         |